# Heinrich Schauerte

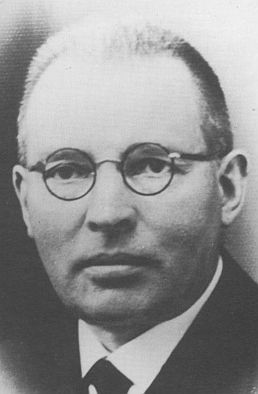
Heinrich Schauerte

Heinrich Schauerte (* 17. November 1882 in Schmallenberg-Nordenau; † 6. August 1975 in Schmallenberg-Fredeburg) war Professor für religiöse Volkskunde.

## Leben
Heinrich Schauerte wurde als Sohn eines Bauern in Nordenau geboren. Nach dem Besuch der Rektoratsschule in Fredeburg und eines Gymnasiums in Paderborn erwarb er 1903 das Reifezeugnis. Es folgte ein philologisches und theologisches Studium in Paderborn, Würzburg und Münster. Schauerte war seit 1904 Mitglied der katholischen Studentenverbindung KDStV Markomannia Würzburg. Am 22. März 1907 erhielt Heinrich Schauerte in Paderborn die Priesterweihe. Sein Staatsexamen für Religion und Hebräisch legte er ein Jahr später in Münster ab. 1917 promovierte er zum Dr. theol. an der theologischen Fakultät der Universität Münster. Er erwarb auch das Staatsexamen in Deutscher Volkskunde.
Von 1921 bis 1926 unterrichtete er an Höheren Schulen in Olpe, Dortmund und Rietberg. Von 1926 bis 1928 und noch einmal 1942 war er Studienrat am Gymnasium Marianum in Warburg. 
In den Jahren 1923 und 1924 war er Erster Vorsitzender des Sauerländer Heimatbundes. Danach übernahm er von 1924 bis 1928 den Vorsitz im Volkskundlichen Ausschuss des Westfälischen Heimatbundes.
1930 wechselte er zur Philosophisch-Theologischen Akademie (Academia Theodoriana) in Paderborn. Dort blieb er bis zu seiner Emeritierung im Jahre 1966. Gleichzeitig erhielt er in den Jahren von 1946 bis 1957 auch Lehraufträge der Universität Münster und der Pädagogischen Hochschule in Paderborn.
Heinrich Schauerte ist auf dem Friedhof in Nordenau beigesetzt.

## Schriften (Auswahl)
- Reinold der Stadtpatron Dortmunds, Dortmund Lensing Verlag (1914)
- Die Bußlehre des Johannes Eck. Reformationsgeschichtliche Studien und Texte, Aschendorff (1919, Dissertation)
- Sauerländische Volkskunde. (I. Teil), Bigge (1923)
- Auf heimatlichen Fluren, Heimatverlag Dr. Wagener (1931)
- Brauchtum des Sauerlands, Meschede i.W. 2. Auflage (1938)
- Die Volkstümliche Heiligenverehrung, Münster Aschendorff Verlag (1948)
- Nordenau im Hochsauerland. Der Ort, seine Geschichte und seine Umgebung, 2. Auflage (1960)
- Psychologie des religiösen Brauchtums. Theologie und Glaube, 1949, Heft 1, S. 76–84
- Neues religiöses Brauchtum. Theologie und Glaube, 1949, Heft 2, S. 145–153
- Brot und Gebäck im westfälischen Glauben und Brauch. In: Rheinisch-Westfälische Zeitschrift für Volkskunde. Band 7, 1960, S. 66–82.

## Ehrungen
- Ernennung zum Päpstlichen Hausprälaten am 16. April 1958 durch den Papst
- Heinrich Schauerte war Ehrenbürger der Gemeinde Oberkirchen